# 2003년 뉴욕 영화제
제41회 뉴욕 영화제는 2003년 10월 3일에 열린 시상식이다.

## 수상 (비경쟁)

### 장편 상영작
- 미스틱 리버 - 클린트 이스트우드
- 피카딜리 - 이월드 앤드리 듀폰트
- 기다림 - 파우지 벤사이디
- 도그빌 - 라스 폰 트리에
- 크메르 루즈 - 피의 기억 - 리티 판
- 포르노그라피아 - 얀 야쿱 콜스키
- 영 아담 - 데이빗 맥킨지
- 악의 꽃 - 끌로드 샤브롤
- 굿모닝, 나잇 - 마르코 벨로치오
- 엘리펀트 - 구스 반 산트
- 포그 오브 워 - 에롤 모리스
- 오타르가 떠난 후 - 줄리 베르투첼리
- 붉은 황금 - 자파르 파나히
- 안녕, 용문객잔 - 차이밍량
- 우작 - 누리 빌게 제일란
- PTU - 두기봉
- 라자 - 자크 드와이옹
- 야만적 침략 - 데니 아르캉
- 메이어 오브 더 선셋 스트립 - 조지 하이켄루퍼
- 21 그램 - 알레한드로 곤잘레스 이냐리투
- 베스트 오브 유스 - 마르코 튤리오 지오르데이너
- 스탈린그라드 - 조셉 빌스마이어